# (15321) Donnadean
(15321) Donnadean est un astéroïde de la ceinture principale.

## Description
(15321) Donnadean est un astéroïde de la ceinture principale. Il fut découvert le 13 août 1993 à l'Observatoire Palomar par Carolyn S. Shoemaker et David H. Levy. Il présente une orbite caractérisée par un demi-grand axe de 2,34 UA, une excentricité de 0,27 et une inclinaison de 24,0° par rapport à l'écliptique.

## Compléments